# Jan Rudolf Špork
Jan Rudolf hrabě Špork (německy Johann Rudolf von Sporck, 27. března 1695 nebo 1696?, Praha – 21. ledna 1759, Praha) byl český římskokatolický kněz, pomocný biskup pražský, sběratel umění a kreslíř.

## Život
Narodil jako šesté a nejmladší dítě Ferdinanda Leopolda Šporka (1666–1711) a Apolónie Rosálie Vratislavové z Mitrovic (1666–1747). Byl synovcem slavného zakladatele Kuksu Františka Antonína Šporka.

### Studia
Jako nejmladší syn byl rodinou předurčen k církevní kariéře. Studoval na univerzitách v Praze a Římě; vystudoval kněžský seminář Collegium Germanicum, teologii a kanonické právo a obhájil doktorskou disertaci. 15. července 1719 byl v Praze vysvěcen na kněze a 6. srpna 1719 odsloužil svou primici na Svaté Hoře u Příbrami. Již předtím, 23. dubna 1719 byl zvolen pražským kanovníkem Metropolitní kapituly a 19. března 1720 byl instalován. Obdržel kanovnickou prebendu a rezidenci.

### Diplomatická kariéra
- Roku 1722 byl kapitulou vyslán do Říma k přípravám kanonizace Jana Nepomuckého. Ve funkci presbytera u papežské kurie si vedl velmi úspěšně a vrátil se do Prahy až po Janově svatořečení 20. července 1729. Ještě předtím, 7. února 1729, byl v Římě vysvěcen titulárním biskupem z Adry (Adranským) a 24. února 1729 byl uveden do úřadu.
- Roku 1732 se zasloužil se o korunovaci milostné sochy Panny Marie Svatohorské a o vydání pamětního spisu k 25. výročí této události.

5. března roku 1733 byl jmenován pomocným (světicím) biskupem pražským. 18. března 1741 byl prohlášen proboštem Kolegiátní kapituly sv. Kosmy a Damiána ve Staré Boleslavi.

### Sběratel umění
Ve svém paláci v Panské ulici na Novém Městě pražském shromáždil velkou knihovnu, galerii a kabinet umění a kuriozit. Po jeho smrti se část sbírek a knihovny dostala do kláštera premonstrátů na Strahově, některé grafické listy jsou v Národní galerii v Praze.

### Dobrodinec
Jan Rudolf Špork byl velmi oblíbený kněz i společník. Proslul diplomatickými schopnostmi, vzdělaností, uměnímilovností, ale i dobročinností. Vkladem 100 000 zlatých založil nadaci na vykupování křesťanských zajatců z otroctví od Saracénů, k tomu vložil svou kanovnickou prebendu 500 zlatých. Přispěl také na stavbu exercičního domu jezuitů na Novém Městě pražském, na Karlově náměstí.
Trpěl oční chorobou, v posledních letech života oslepl. Zemřel pravděpodobně ve věku 63 let a byl pohřben do kapitulní krypty v katedrále sv. Víta v Praze.

## Dílo
Špork měl kreslířský talent, ale byl samouk - diletant. Kreslil perem duběnkovým inkoustem, zejména výtvarná díla a starožitnosti, ale také přírodniny, exotické předměty, architekturu a portréty svých současníků. Své kresby doprovázel vysvětlivkami či popiskami v italštině, některé názvy či termíny psal latinsky. Pod titulem Delineationes Sporckianae se dochovalo 7 sešitů kreseb, některé se vlivem rozkladu nekvalitního inkoustu začaly rozpadat. Rukopisy jsou majetkem Strahovské knihovny v Praze a jsou digitalizované.